# Clenze
Clenze , officieel: Flecken Clenze, is een gemeente in de Duitse deelstaat Nedersaksen, en maakt deel uit van de Samtgemeinde Lüchow (Wendland) in het Landkreis Lüchow-Dannenberg. Clenze telt 2.278 inwoners.
In het raadhuis van de tot plm. 1972 zelfstandige gemeente Clenze is een dependance gevestigd van het gemeentebestuur van de Samtgemeinde Lüchow (Wendland). Clenze ligt 16 km ten westen van de hoofdstad van die Samtgemeinde, Lüchow (Wendland). 

## Ligging, verkeer, vervoer

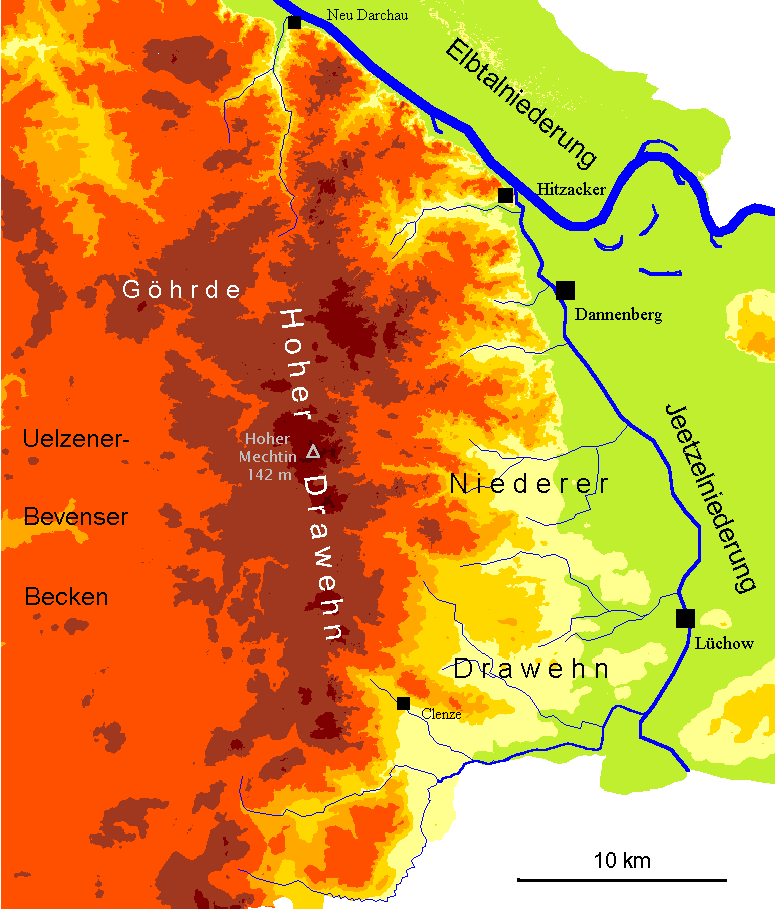
Situering Drawehn en Göhrde. Clenze ligt onderaan op het kaartje.

Clenze ligt in de uitlopers van een tot 140 m hoge heuvelrug, de Drawehn. Deze ligt in het uiterste oosten van de Lüneburger Heide en in het westen van de streek Wendland.
Langs het noorden van het gemeentegebied loopt de Bundesstraße 493, langs het zuiden ervan de Bundesstraße 71. Het zijn oost-west-verbindingen richting de stad Uelzen.
Er is een, niet zeer frequente, streekbusverbinding met Schnega, dat een stoptreinverbinding met o.a. Uelzen heeft.

## Indeling van de gemeente
Clenze bestaat uit het gelijknamige plaatsje, dat op historische gronden een vlek is, en 26 andere Ortsteile:
- Bausen, Beseland, Bösen, Braudel, Bussau;
- Corvin, Dalitz, Gistenbeck, Gohlefanz, Granstedt;
- Groß Sachau, Guhreitzen, Kassau, Klein Sachau, Kloster;
- Kussebode, Lefitz, Meußließen, Mützen, Prießeck;
- Quartzau, Reddereitz, Satkau, Schlannau, Seelwig, Vaddensen.

Deze Ortsteile zijn in het algemeen zeer kleine dorpen en gehuchten.
- Te Gistenbeck, een dorpje met minder dan 100 inwoners, gelegen 1½ kilometer ten zuidoosten van Clenze, staan een 17e-eeuwse kapel en de in 1879 gebouwde Pauluskerk. Deze laatste is van de SELK, voluit: Selbständige Evangelisch-Lutherische Kirche, een bevindelijke afsplitsing van de Duitse EKD met landelijk ruim 30.000 lidmaten.
- Eén kilometer ten zuiden van Gistenbeck ligt een natuurreservaat, Gain. Het bestaat voor het grootste deel uit, op verschillende bodemsoorten groeiende, verschillende typen loofbos en is 215 hectare groot.

## Economie
De gemeente bestaat voornamelijk van de landbouw en van het toerisme naar de naburige Lüneburger Heide.

## Geschiedenis
De plaats ontstond in de 10e eeuw als een nederzetting van mensen, die tot de Slavische volkeren gerekend kunnen worden. De naam is verwant met woorden uit Slavische talen met de betekenis: dal, smalle passage, holle weg. Op het heuveltje, waarop de huidige Sint-Bartholomeüskerk staat, stond ooit een Slavische ringwal. Vanaf de 13e eeuw vestigden zich hier boeren uit westelijke delen van Duitsland, en de huidige Duitstalige dorpen ontstonden; veel Slavische plaatsnamen bleven echter, zij het verbasterd, bestaan. Zie ook: Oostkolonisatie. Zoals in het gehele Wendland, zijn ook in de gemeente Clenze nog enige oude Rundling-dorpen geheel of gedeeltelijk bewaard gebleven.
In de 15e en 16e eeuw groeide het boerendorp Clenze uit tot een marktplaatsje, waar zich ook ambachtslieden uit de regio vestigden. In 1972 kwam de huidige gemeente Clenze tot stand. In 1827 werd Clenze door een grote brand deels verwoest. In de jaren 1949 tot 1990 lag Clenze dicht bij de grens met de DDR, wat de streek economisch isoleerde en voor een achteruitgang van het aantal inwoners zorgde.
Op de grens met de zuidwestelijke buurgemeente Schnega staat een hoge, stalen zendmast. Deze diende van 1972 tot 1994 als steunzender (Funkübertragungsstelle Clenze 1) voor het radioverkeer tussen West-Duitsland en West-Berlijn.

## Afbeeldingen

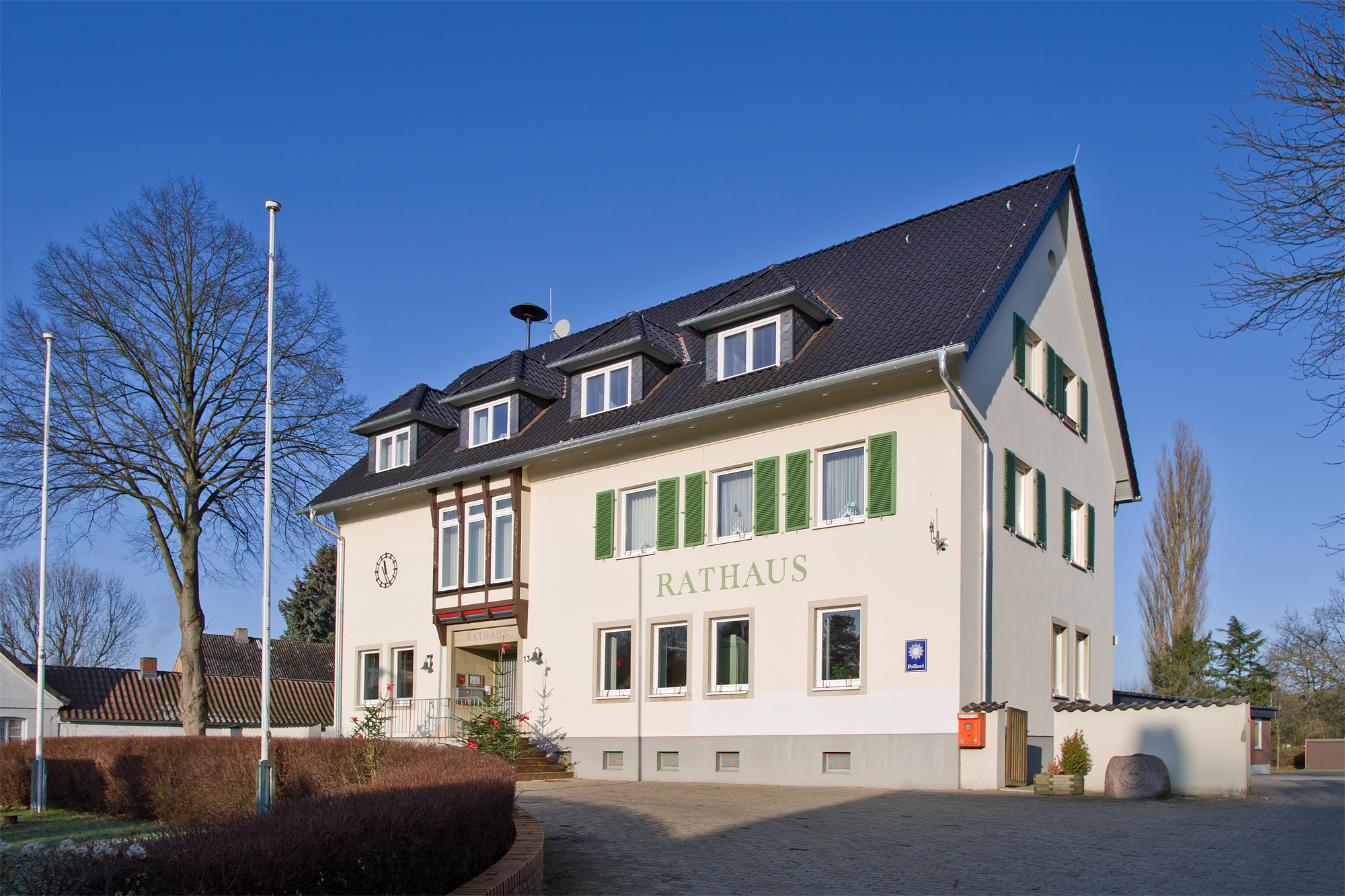
Gemeentehuis
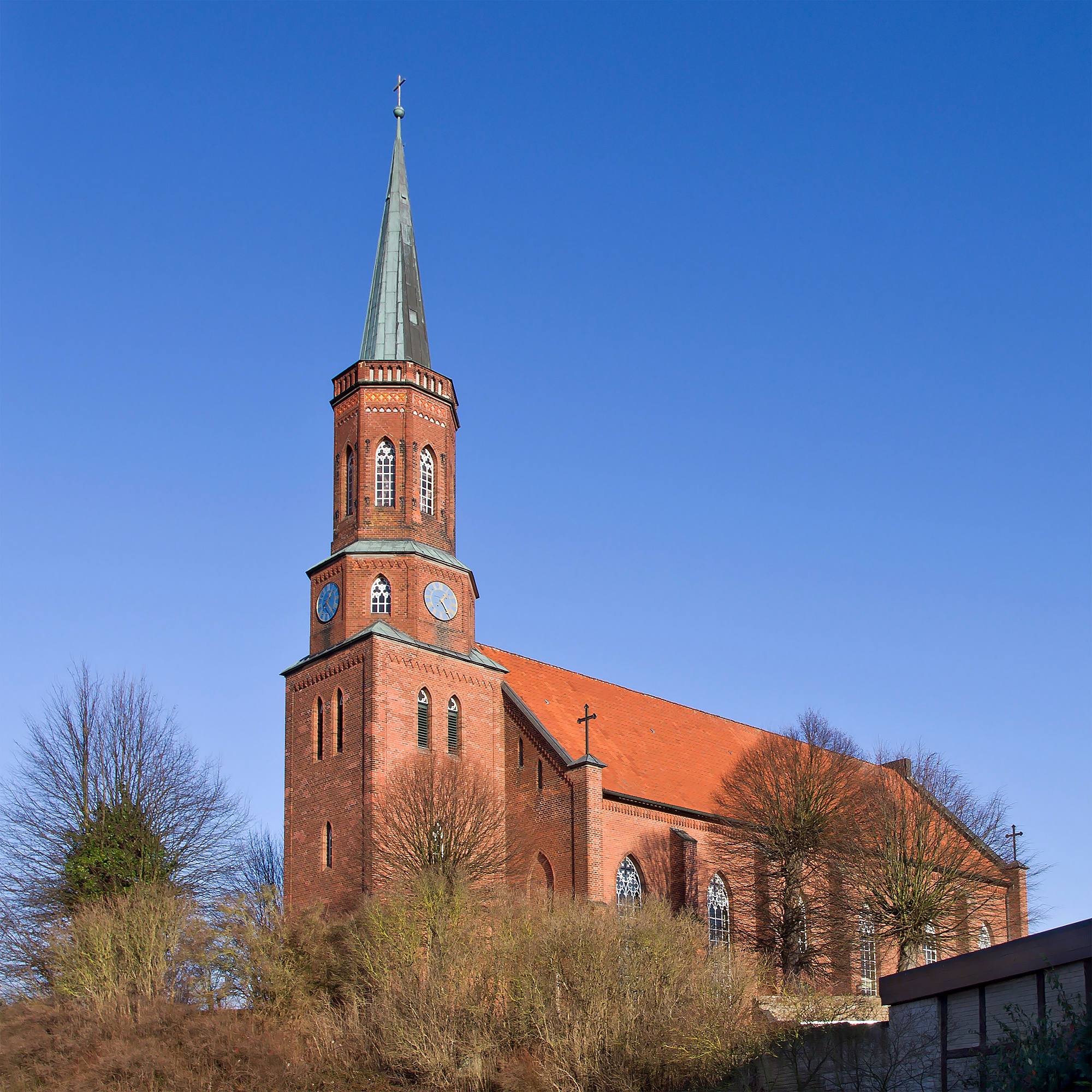
Evang. lutherse kerk St. Bartholomeüs in Clenze (1856, neogotisch)
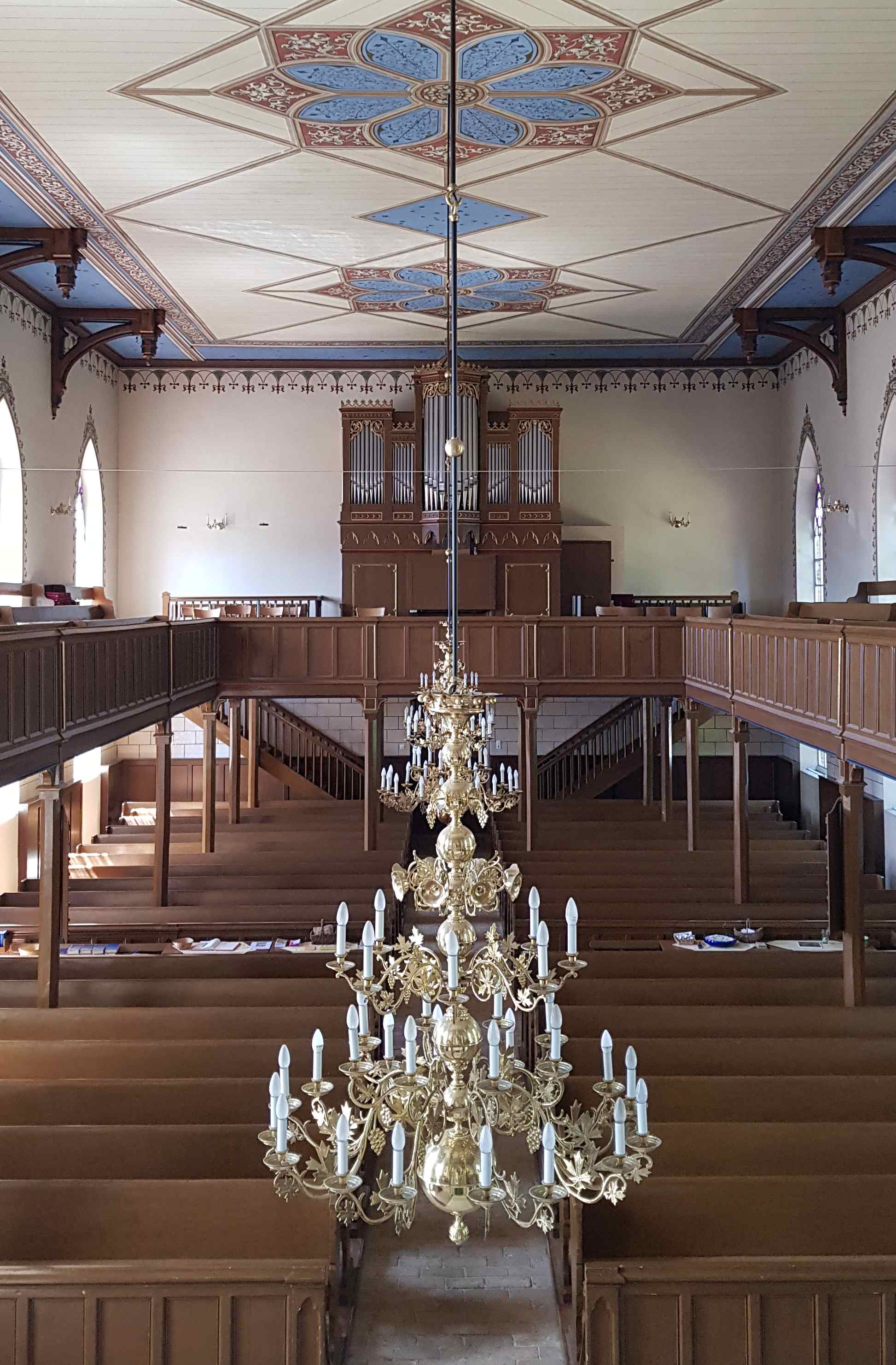
Interieur van dit kerkgebouw
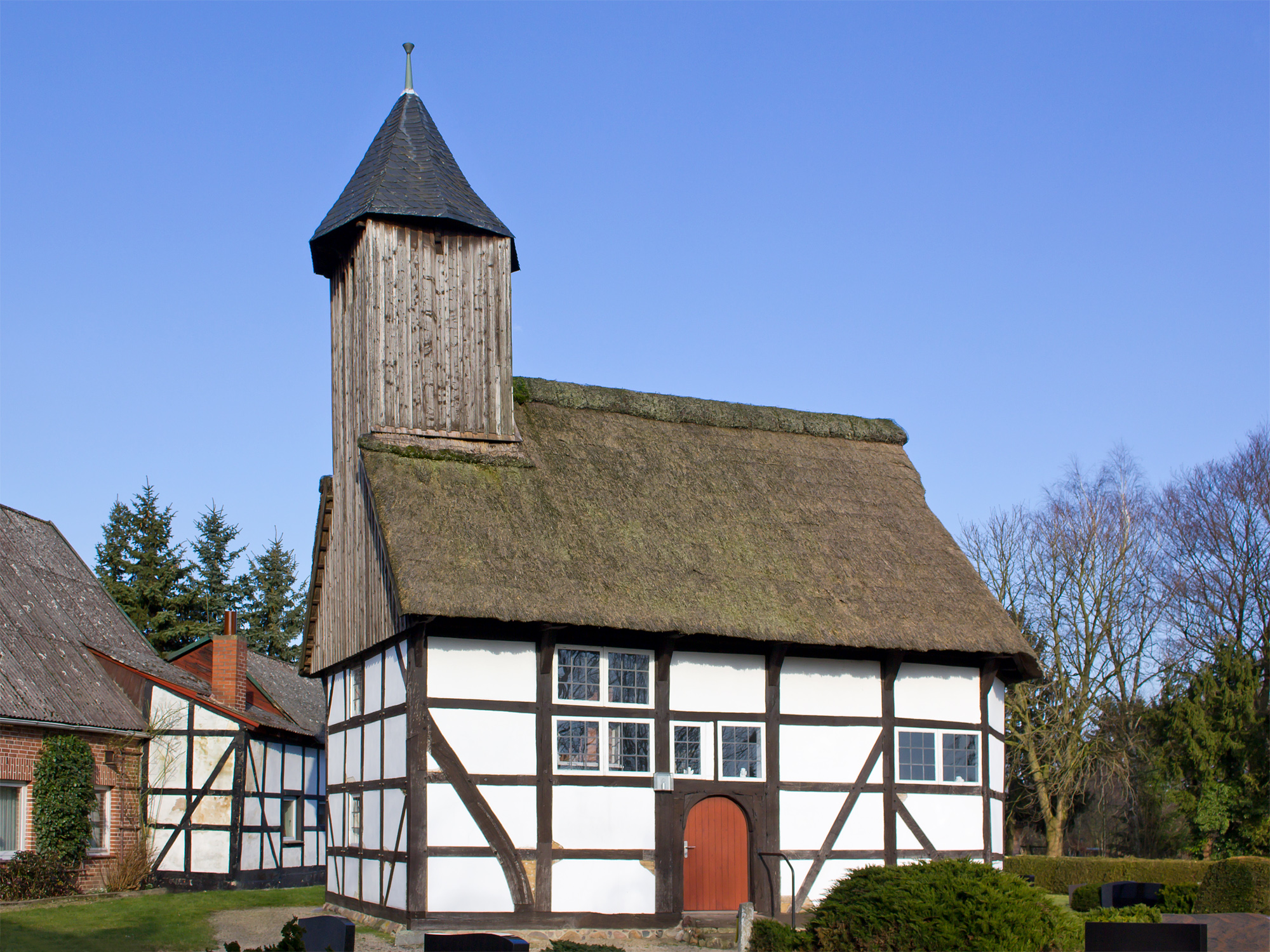
De St.-Andreaskapel (17e eeuw) te Gistenbeck
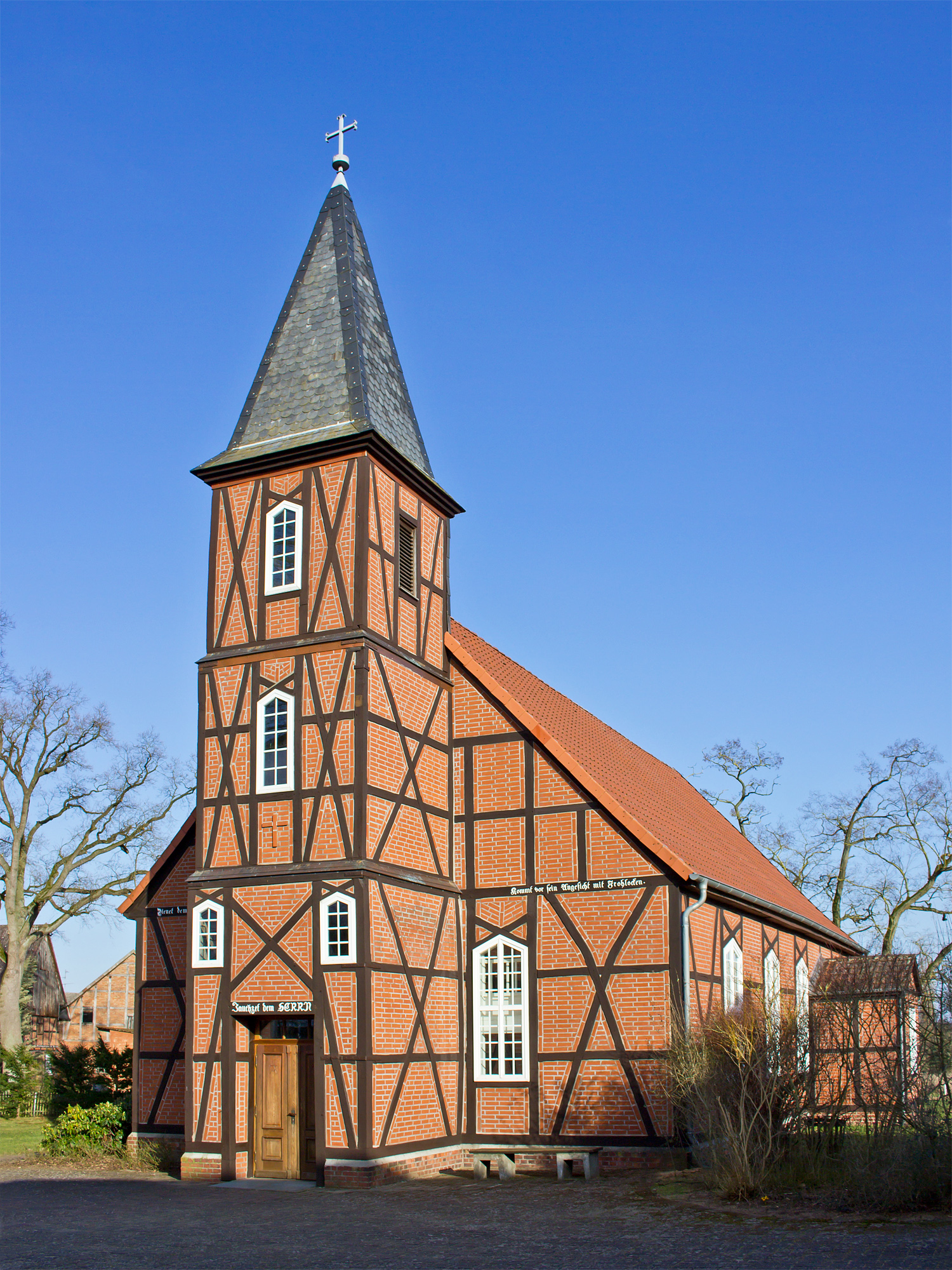
De St.-Pauluskerk te Gistenbeck
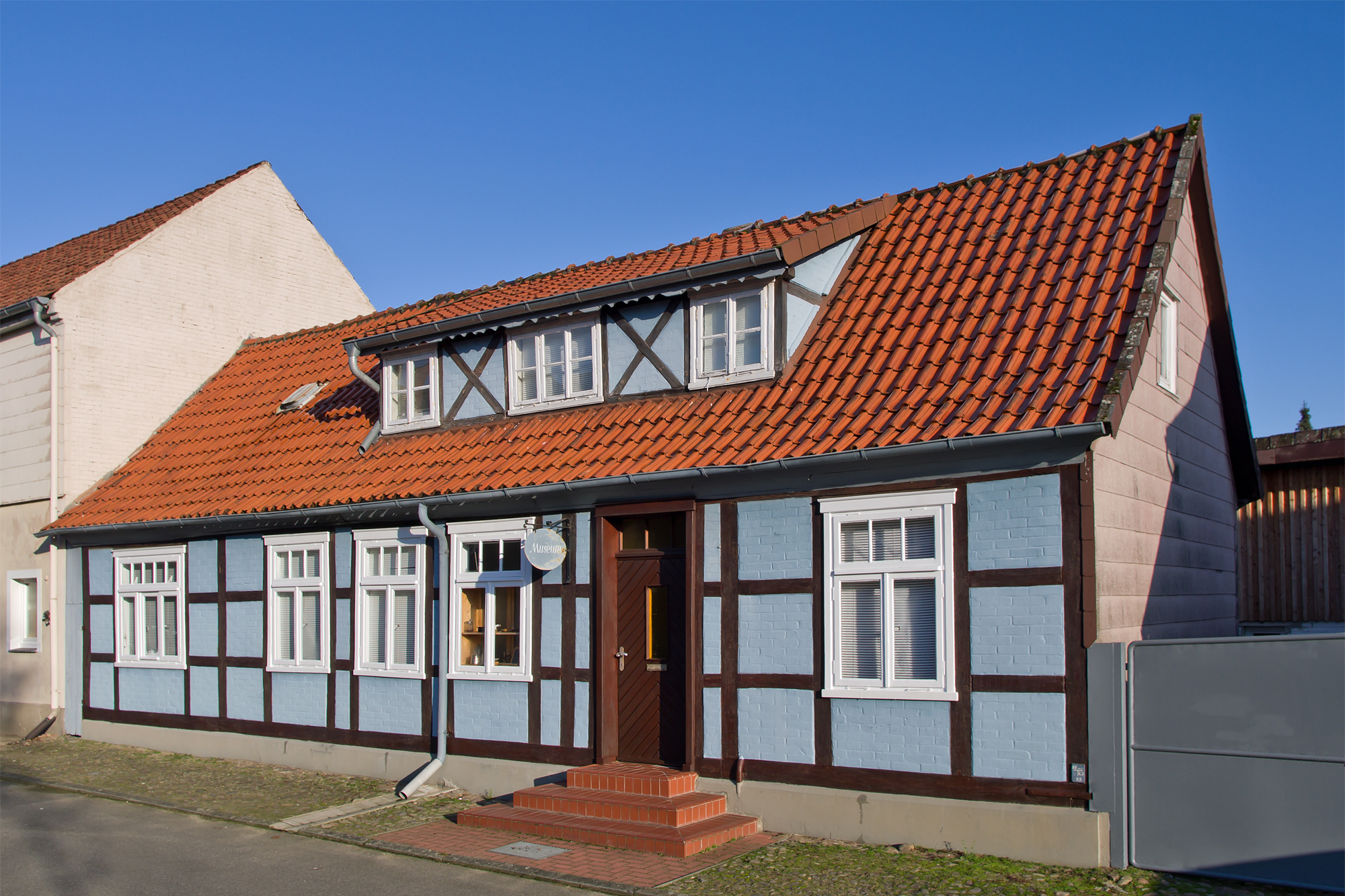
Streekmuseum Das Blaue Haus in Clenze
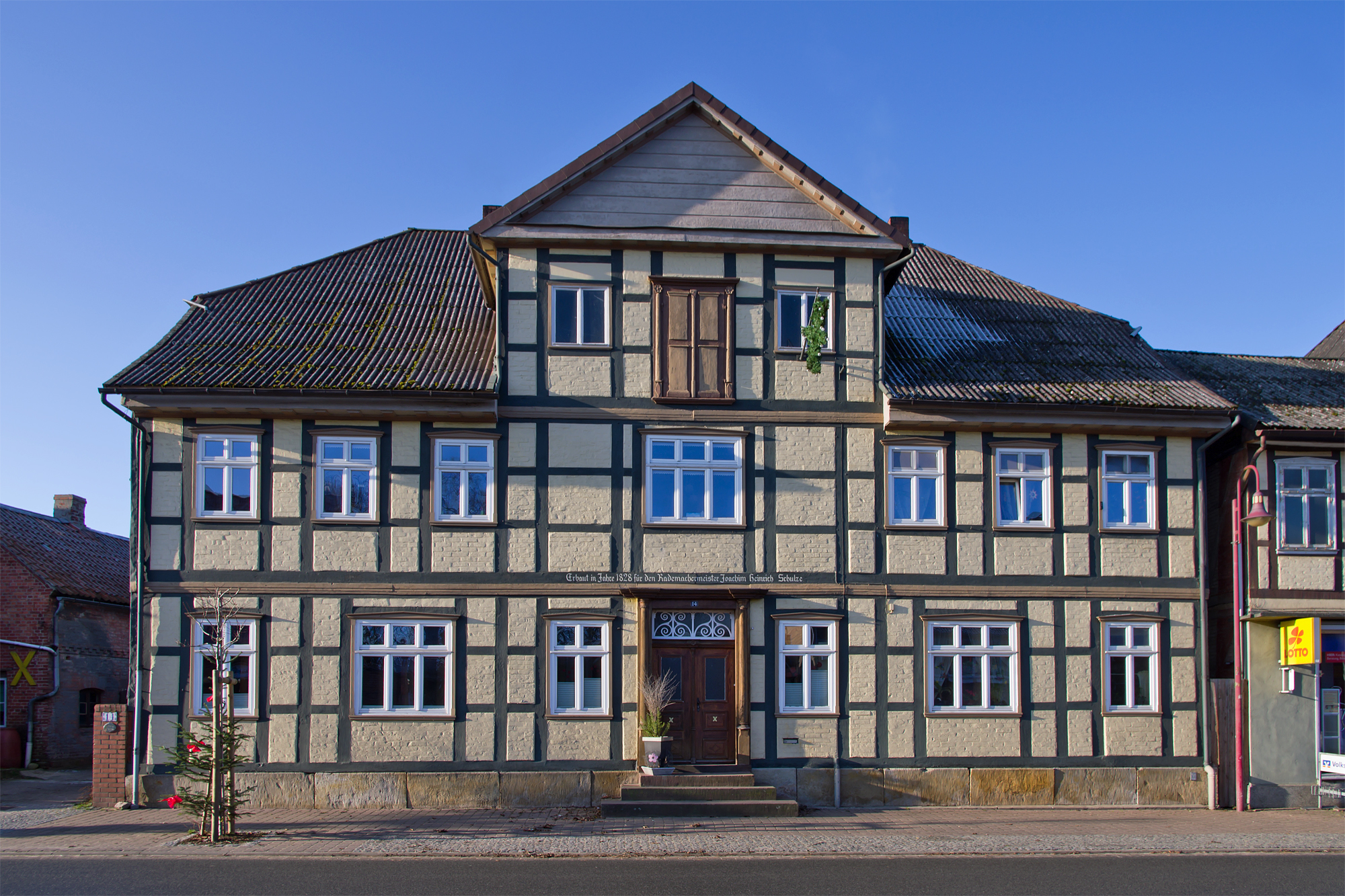
Eén van de talrijke vakwerkhuizen te Clenze
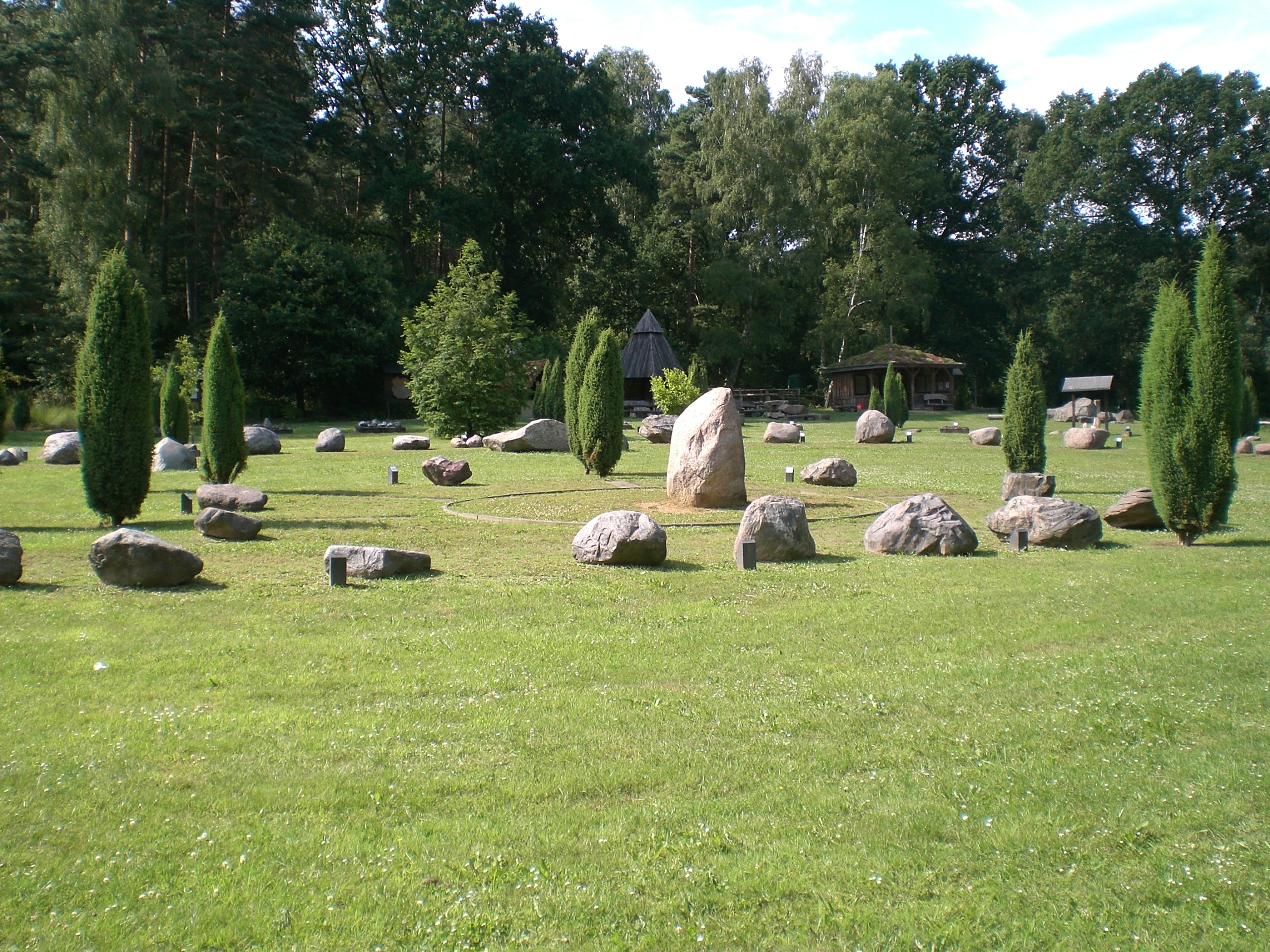
Plantsoen met zwerfstenen Findlingspark Corvin bij Reddereitz
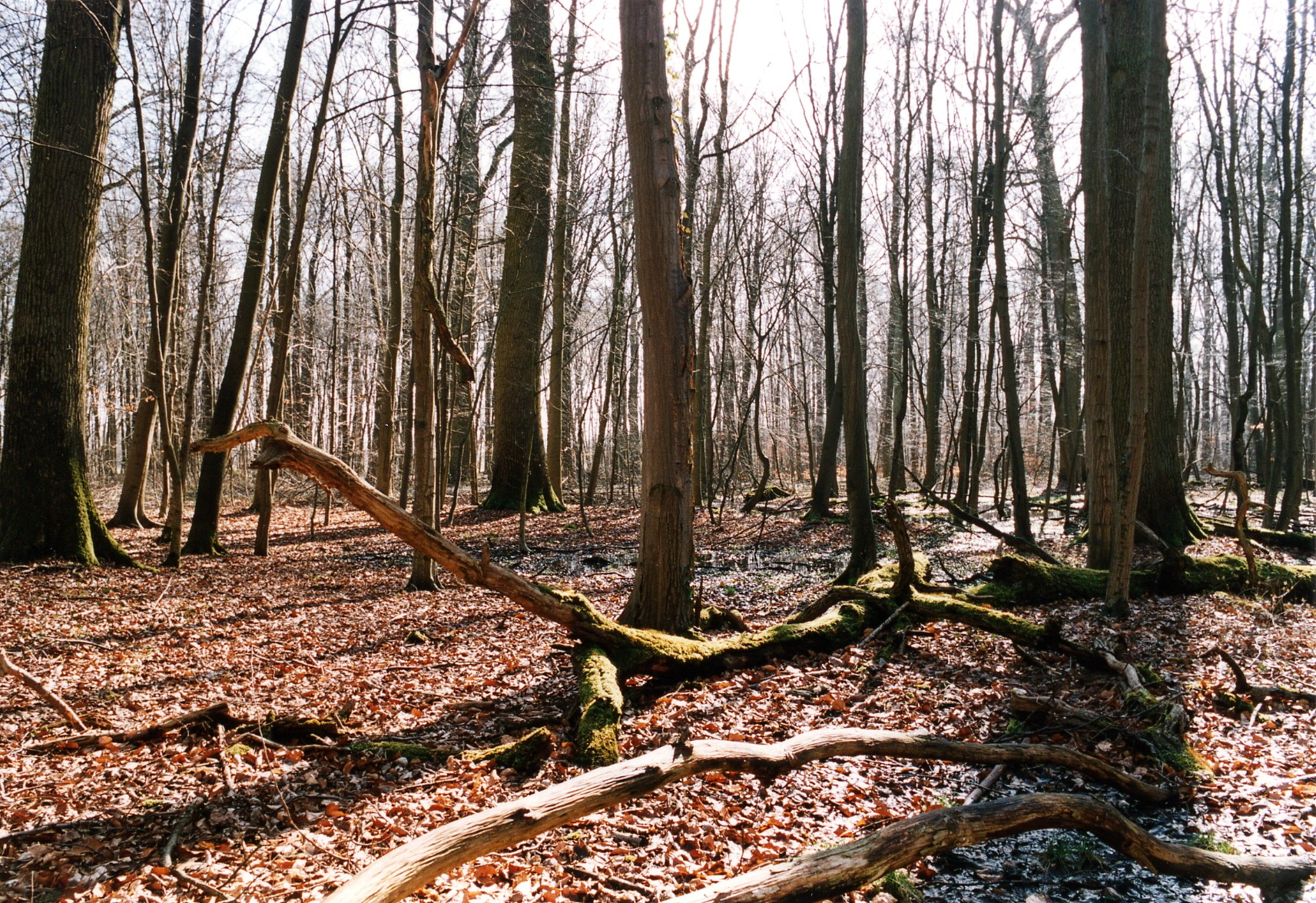
In het loofbosreservaat Gain
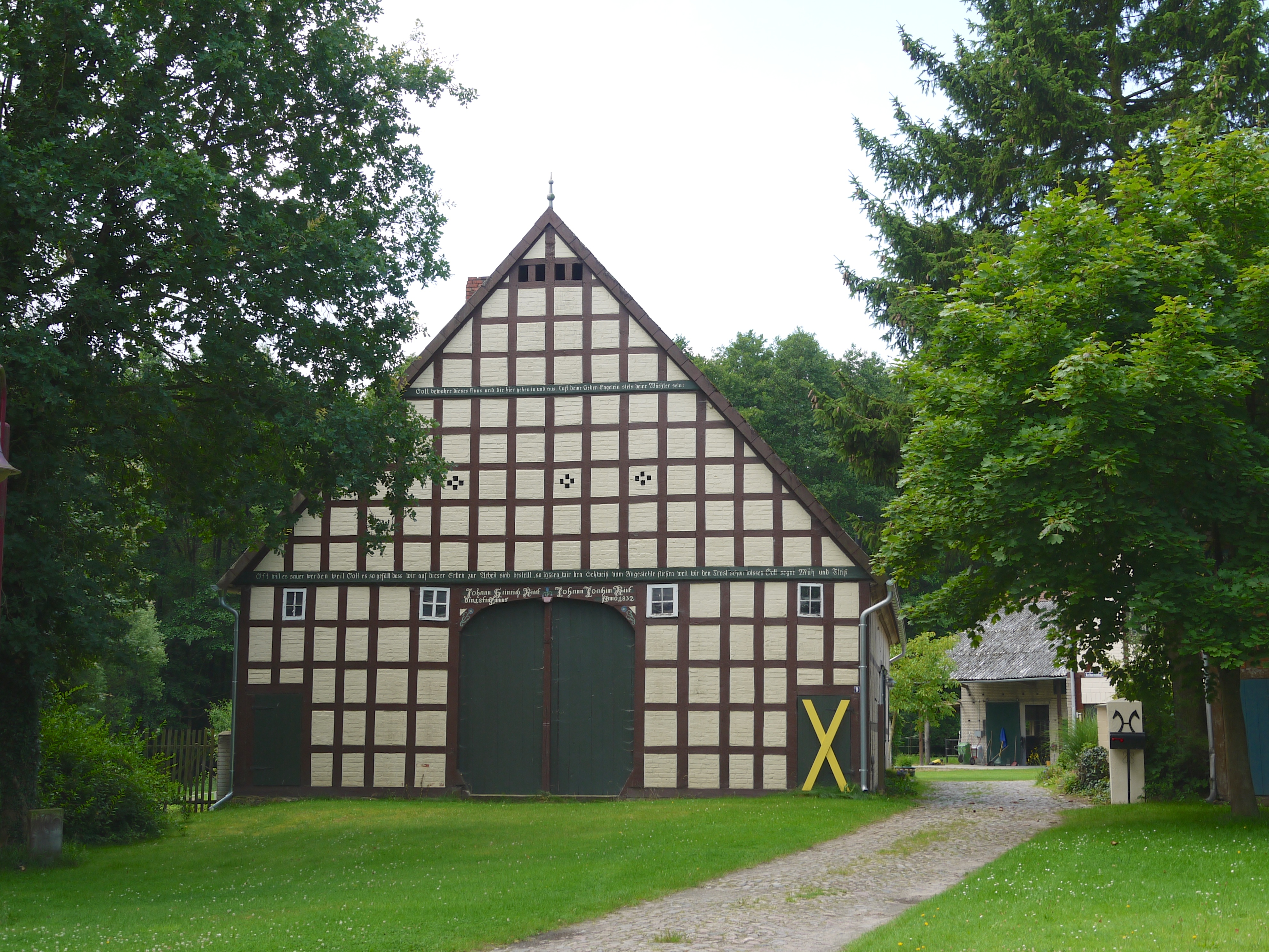
Voor de streek typische boerderij (1832) in het kleine Rundlingsdorf Bussau
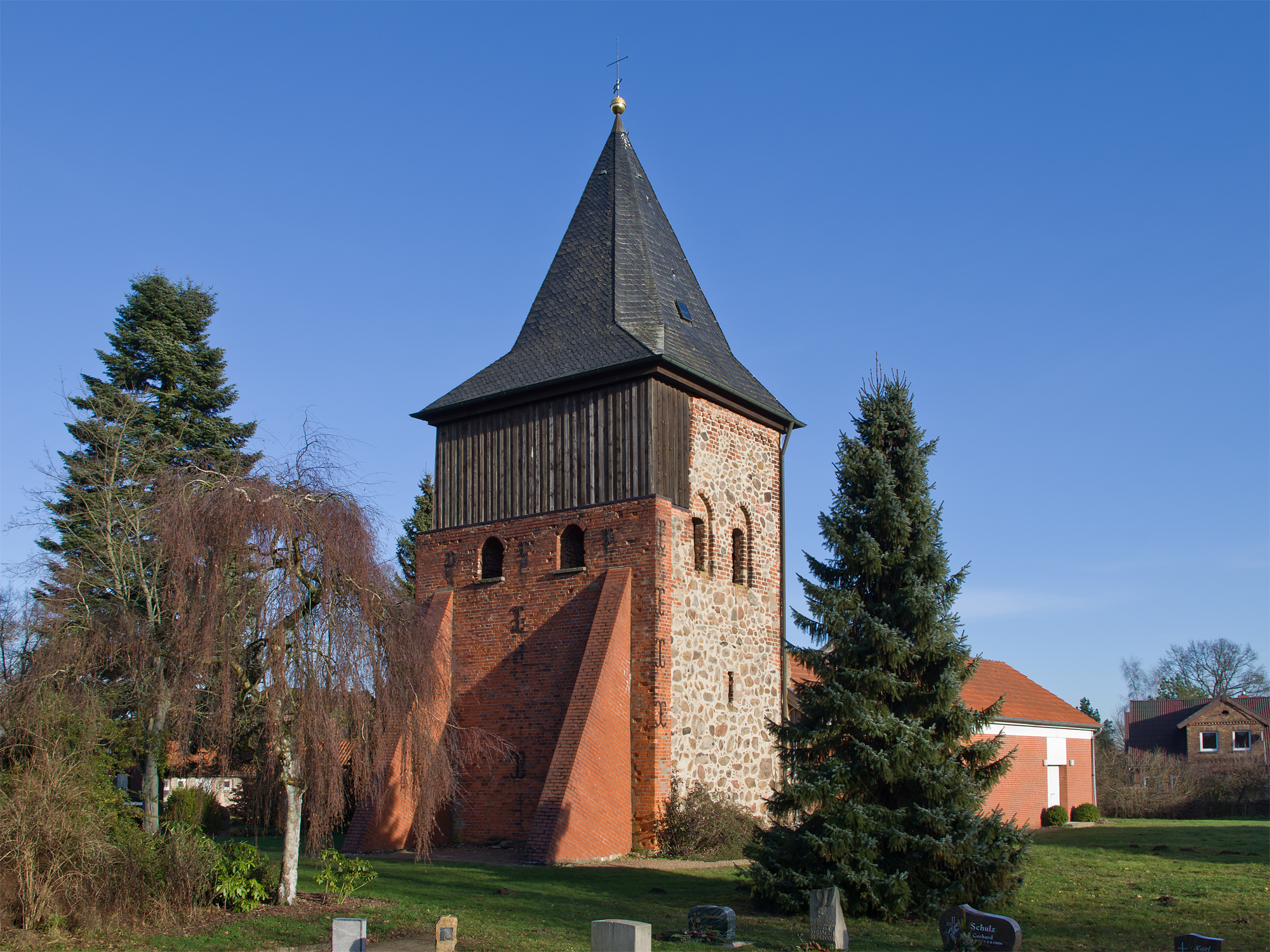
Oude kerktoren te Bussau